# هارولد لسکی
هارولد جوزف لسکی (به انگلیسی: Harold Joseph Laski) ‏(۱۸۹۳–۱۹۵۰) نظریه‌پرداز سیاسی، اقتصاددان و استاد دانشگاه بریتانیایی بود. او مدت‌ها نظریه‌پرداز، و از ۱۹۴۵ تا ۱۹۴۶ رئیس حزب کارگر بریتانیا بود و اندیشه‌های او بر نسلی از سیاستمداران و اندیشمندان سوسیالیست تأثیر گذاشت.
او در ابتدا با تأکید بر اهمیت جوامع خودمختار محلی مانند اتحادیه‌های کارگری به تکثرگرایی (پلورالیسم) باور داشت. بعد از ۱۹۳۰ به اهمیت انقلاب کارگری اشاره می‌کرد که به عقیدهٔ او احتمالاً خشونت‌آمیز می‌بود. این موضع لاسکی موجب عصبانیت رهبران حزب کارگر شد که وعدهٔ تغییرات دموکراتیک بدون خشونت داده بودند. مواضع لاسکی در رابطه با خشونت‌های تهدیدکنندهٔ دموکراسی بعدها توسط وینستون چرچیل در انتخابات عمومی پادشاهی متحده مورد حمله قرار گرفت و حزب کارگر مجبور به محکومیت لاسکی، رئیس خود حزب شد.
لاسکی یکی از تأثیرگذارترین سخنگویان روشنفکری مارکسیستی در دوران بین دو جنگ بود. مخصوصاً آموزه‌های او بر عدهٔ زیادی از دانشجویان تأثیر گذاشت که بعدها رهبران کشورهای تازه مستقل شده در آسیا و آفریقا شدند. او احتمالاً برجسته‌ترین روشنفکر حزب کارگر محسوب می‌شد، مخصوصاً برای آنان که به جماهیر شوروی تحت رهبری جوزف استالین باور داشتند.
هارولد لاسکی در خانواده‌ای یهودی متولد شده بود و همچنین از حامیان صهیونیسم و طرفدار تأسیس یک دولت یهودی به شمار می‌رفت.